# Alexandru Todea
Alexandru Todea (Teleac, 5 juni 1912 - Târgu Mureș, 22 mei 2002) was een Roemeens geestelijke en aartsbisschop van de Roemeense Grieks-Katholieke Kerk en een kardinaal van de Rooms-Katholieke Kerk.
Todea werd op 25 maart 1939 priester gewijd. Op 4 juli 1950 werd hij benoemd tot titulair bisschop van Caesaropolis. Zijn bisschopswijding vond plaats op 19 november 1950.
Todea werd op 14 maart 1990 benoemd tot aartsbisschop van Făgăraș și Alba Iulia en tot leider van de Roemeense Grieks-Katholieke Kerk. Hij was de eerste aartsbisschop sinds 1941 die deze zetel bekleedde.
Todea werd tijdens het consistorie van 28 juni 1991 kardinaal gecreëerd. Hij kreeg de rang van kardinaal-priester. Zijn titelkerk werd de Sant'Atanasio a Via Tiburtina.
In 1992 werd Todea getroffen door een beroerte, waardoor hij aan een rolstoel gekluisterd werd. Op 20 juli 1994 ging hij om gezondheidsredenen met emeritaat.
- Gemeinsame Normdatei: 1047713667
- International Standard Name Identifier: 0000 0001 1477 2325
- Library of Congress Control Number: n2001031526
- Nationale Bibliotheek van Tsjechië: jo20181009803
- Système universitaire de documentation: 221594884
- Virtual International Authority File: 89678093
- WorldCat: E39PBJv4kCFwWrQqxjd9q4cQMP